# Cosmovision
Cosmovision – trzeci album studyjny francuskiej grupy Nightmare, wydany w październiku 2001 roku. Jest to pierwszy album wydany po reaktywacji Nightmare(Nightmare rozpadł się w 1987, a reaktywacja nastąpiła w 1999).

## Lista utworów
1. Roads to Nazca (Intro) -	00:59
2. Cosmovision -	03:48
3. Corridors of Knowledge -	03:46
4. Spirits of the Sunset -	03:54
5. The Church 	- 03:47
6. Behold the Nighttime -	04:53
7. Necropolis -	04:14
8. The Cemetary Road -	04:53
9. Kill for the New Messiah -	04:09
10. The Spiral of Madness -	06:20
11. Last Flight to Sirius -	05:22
12. Riddle in the Ocean -	05:25

## Wykonawcy
- Jo Amore - wokal
- David Amore - perkusja
- Yves Campion - gitara basowa
- Jean Stripolli - gitara
- Nicolas De Dominicis - gitara